# Pattern Recognition Letters
Pattern Recognition Letters est une  revue scientifique à comité de lecture publiée par la maison d'édition Elsevier, au nom de l'International Association for Pattern Recognition.

## Description
Jusqu'en 2013, la revue publie un volume par an, composé de 16 numéros par an. Depuis, elle publie des volumes, selon la politique générale de la maison d'édition : 16 volumes annuels, et une fois (en août 2015) un volume double.
Les rédacteurs en chef sont, en 2020,  
Maria De Marsico (Université La Sapienza), Jiwen Lu
(Université Tsinghua) et Sudeep Sarkar (Université du Sud de la Floride).

## Résumé et indexation
Selon le Journal Citation Reports, le journal a un facteur d'impact de 2,810 en 2018. 
La revue est résumée et indexée, notamment par les bases de données suivantes : 
- ACM Computing Reviews
- Current Contents/Engineering, Computing & Technology
- Digital Bibliography & Library Project
- Science Citation Index
- Scopus